# ボリス・アラポフ
ボリス・アレクサンドロヴィチ・アラポフ（ロシア語: Бори́с Алекса́ндрович Ара́пов, 英語: Boris Alexandrovich Arapov, 1905年9月12日 -  1992年1月21日）は、ロシアの作曲家。

## 経歴
サンクトペテルブルク出身。ウクライナのポルタヴァで成長し、母よりピアノと音楽の手ほどきを受けた。ピアニストになることを夢見て1921年にペトログラードに行き、マリア・ユーディナに師事した。しかし手の病でピアニストをあきらめ、1923年よりペトログラード音楽院でウラディーミル・シチェルバチョフから作曲を学んだ。
その後、レニングラード音楽院の教職に就き、1940年には教授に就任した。1951年には管弦楽法の主任教授となり、1976年には作曲の主任教授となった。教え子にセルゲイ・スロニムスキーらがいる。
1976年にはソ連人民芸術家の称号を、1986年にはレーニン勲章を贈られた。
初期の作品は民謡を題材にとった社会主義リアリズムの路線に沿ったものだった。しかし1960年代から実験的な作風となり、複雑な和声やリズムを導入するようになった。やがて文学を題材に取るようになり、晩年には宗教的な主題を取り入れるようになった。

## 作品

### 管弦楽曲
- 交響曲第1番（1947）
- 交響曲第2番（1959）
- 交響曲第3番（1963）
- 交響曲第4番（1975）
- 交響曲第5番（1981）
- 交響曲第6番（1983）
- 交響曲第7番（1991）
- 管弦楽のための協奏曲（1969）
- タジク組曲（1938）
- ロシア組曲（1951）
- ヴァイオリン協奏曲（1963/64）
- ヴァイオリン・ピアノ・パーカッションと室内オーケストラのための協奏曲（1973）

### 舞台音楽
- コミック・オペラ『ホジャ・ナスレッディーン』（1944）
- 室内オペラ『雨』（1967）
- バレエ『ドリアン・グレイの肖像』（1971）

### 室内楽曲
- クラリネット・ヴィオラ・ピアノのためのモンゴルの主題によるトリオ（1938）
- ヴァイオリンソナタ（1978）
- オーボエ・ホルン・ハープ・ヴィオラ・チェロのための五重奏曲（1979）
- ホルンソナタ（1981）
- チェロソナタ（1985）

### ピアノ曲
- ピアノソナタ第1番（1970）
- ピアノソナタ第2番（1976）
- ピアノソナタ第3番（1987）
- ピアノソナタ第4番（1990）
- ピアノソナタ第5番『深き淵より』（1992）

## 文献
- Кенигсберг, Алла Константиновна Борис Александрович Арапов. — М., Л., 1965 (A. K. ケンギスベルグ1965『ボリス・アレクサンドロヴィチ・アラポフ』モスクワ-レニングラード)
- Данько, Лариса Георгиевна Борис Арапов: монографический очерк. — Л., 1980 (L. G. ダニコ1980『ボリス・アレクサンドロヴィチ・アラポフ随想』レニングラード)